# Najader
För andra betydelser, se Najad (olika betydelser).

En najad av John William Waterhouse (1893).

I grekisk mytologi är najaderna (grekiska: νάειν, "flöda", "strömma") färskvattensnymfer som styr över floder, bäckar, strömmar, källor, brunnar, kärr, dammar och sjöar.
Alltefter deras beskaffenhet betecknas de närmare som flodnymfer (potameides), källnymfer (krenaiai) eller sjönymfer (limnades, limnakides). Under bilden av unga flickor med lätt eller ingen beklädnad var najaderna inom den bildande konsten ett omtyckt motiv, i synnerhet vid utsmyckandet av brunnsinfattningar och dylikt.
Medan najaderna förknippades med färskvatten associerades deras systrar okeaniderna med haven och nereiderna speciellt med Medelhavet.